# Problema productor-consumidor
En computación, el problema del productor-consumidor  es un ejemplo clásico
de problema de sincronización de multiprocesos. El programa describe dos procesos, productor y
consumidor, ambos comparten un búfer de tamaño finito. La tarea del productor es generar un producto, almacenarlo y comenzar nuevamente; mientras que el consumidor toma (simultáneamente, esto es, de forma concurrente) productos uno a uno. El problema consiste en que el productor no añada más productos que la capacidad del buffer y que el consumidor no intente tomar un producto si el buffer está vacío.
La idea para la solución es la siguiente, ambos procesos (productor y consumidor) se ejecutan simultáneamente y se “despiertan” o “duermen” según el estado del buffer. Concretamente, el productor agrega productos mientras quede espacio y en el momento en que se llene el buffer se pone a “dormir”. Cuando el consumidor toma un producto notifica al productor que puede comenzar a trabajar nuevamente. En caso contrario, si el buffer se vacía, el consumidor se pone a dormir y en el momento en que el productor agrega un producto crea una señal para despertarlo. Se puede encontrar una solución usando mecanismos de comunicación de interprocesos, generalmente se usan semáforos. Una inadecuada implementación del problema puede terminar en un deadlock, donde ambos procesos queden en espera de ser despertados.
Este problema puede ser generalizado para múltiples consumidores y productores.

## Aproximación errónea
Para resolver el problema cualquier programador podría llegar a la solución que se muestra a continuación. En la misma se utilizan dos bibliotecas, sleep y wakeup. La variable global itemCount contiene el número de elementos en el buffer.
```
int
 
itemCount
 
=
 
0
;

procedure
 
producer
()
 
{

    
while
 
(
true
)
 
{

        
item
 
=
 
produceItem
();

        
if
 
(
itemCount
 
==
 
BUFFER_SIZE
)
 
{

            
sleep
();

        
}

        
putItemIntoBuffer
(
item
);

        
itemCount
 
=
 
itemCount
 
+
 
1
;

        
if
 
(
itemCount
 
==
 
1
)
 
{

            
wakeup
(
consumer
);

        
}

    
}

}

procedure
 
consumer
()
 
{

    
while
 
(
true
)
 
{

        
if
 
(
itemCount
 
==
 
0
)
 
{

            
sleep
();

        
}

        
item
 
=
 
removeItemFromBuffer
();

        
itemCount
 
=
 
itemCount
 
-
 
1
;

        
if
 
(
itemCount
 
==
 
BUFFER_SIZE
 
-
 
1
)
 
{

            
wakeup
(
producer
);

        
}

        
consumeItem
(
item
);

    
}

}

```

El problema con esta aproximación es que puede caer en un deadlock, considere el siguiente escenario:
1. El consumidor acaba de consultar la variable itemCount, nota que es cero y pasa a ejecutar el bloque if.
2. Justo antes de llamar a la función sleep() el consumidor es interrumpido y el productor comienza a trabajar.
3. El productor crea un objeto, lo agrega al buffer y aumenta itemCount.
4. Como el buffer estaba vacío antes de la última adición el productor intenta despertar al consumidor.
5. Desafortunadamente el consumidor no estaba durmiendo todavía luego la llamada para despertarlo se pierde. Una vez que el consumidor comienza a trabajar nuevamente pasa a dormir y nunca más será despertado. Esto pasa porque el productor solo lo despierta si el valor de itemCount es 1.
6. El productor seguirá trabajando hasta que el buffer se llene, cuando esto ocurra se pondrá a dormir también.

Como ambos procesos dormirán por siempre, hemos caído en un deadlock. La esencia del problema es que se perdió una llamada enviada para despertar a un proceso que todavía no estaba dormido. Si no se perdiera, todo funcionaría. Una alternativa rápida sería agregar un bit de espera de despertar a la escena. Cuando se envía una llamada de despertar a un proceso que está despierto, se enciende este bit. Después, cuando el proceso trata de dormirse, si el bit de espera de despertar está encendido, se apagará, pero el proceso seguirá despierto. El bit de espera de despertar actúa como una alcancía de señales de despertar. Aunque el bit de espera de despertar soluciona este caso, es fácil construir ejemplos con tres o más procesos en los que un bit de espera de despertar es insuficiente. Se podría agregar un segundo bit de espera de despertar, o quizá 8 o 32, pero en principio el problema sigue ahí.

## Solución usando semáforos
El uso de semáforos resuelve el problema de las llamadas perdidas. En la solución que se muestra a continuación se usan dos semáforos fillCount y emptyCount. El primero es el número de objetos que existen en el buffer mientras que emptyCount es el número de espacios disponibles donde se puede insertar objetos. fillCount es incrementado y emptyCount es decrementado cuando se inserta un objeto en el buffer. Si el productor intenta decrementar emptyCount cuando su valor es cero, el productor es puesto a dormir. La próxima vez que se consuma un objeto el productor despierta. El consumidor funciona análogamente.
```
semaphore
 
fillCount
 
=
 
0
;
 
// items produced

semaphore
 
emptyCount
 
=
 
BUFFER_SIZE
;
 
// remaining space

procedure
 
producer
()
 
{

    
while
 
(
true
)
 
{

        
item
 
=
 
produceItem
();

        
down
(
emptyCount
);

            
putItemIntoBuffer
(
item
);

        
up
(
fillCount
);

    
}

}

procedure
 
consumer
()
 
{

    
while
 
(
true
)
 
{

        
down
(
fillCount
);

            
item
 
=
 
removeItemFromBuffer
();

        
up
(
emptyCount
);

        
consumeItem
(
item
);

    
}

}

```

La solución anterior funciona perfectamente cuando hay solo un productor y un consumidor. Cuando múltiples consumidores o productores comparten el mismo espacio de memoria para almacenar el buffer la solución anterior puede llevar a resultados donde dos o más procesos lean o escriban la misma región al mismo tiempo. Para entender como puede ser esto posible imagine como puede ser implementada la función putItemIntoBuffer(). Podría contener dos acciones, una busca un posible espacio y la otra escribe en él. Si la función puede ejecutarse concurrentemente por múltiples productores entonces el siguiente escenario es posible:
1. Dos productores decrementan emptyCount
2. Un productor determina el siguiente espacio donde insertar el objeto.
3. El segundo productor determina el siguiente espacio para insertar el objeto y resulta ser el mismo del primer productor.

1. Ambos intentan escribir al mismo tiempo.

Para sobreponerse a este problema necesitamos asegurarnos que solo un productor esté ejecutando el método putItemIntoBuffer() a la vez. En otras palabras necesitamos de algún modo tener una sección crítica con exclusión. La solución para múltiples productores y consumidores se muestra a continuación.
```
semaphore
 
mutex
 
=
 
1
;

semaphore
 
fillCount
 
=
 
0
;

semaphore
 
emptyCount
 
=
 
BUFFER_SIZE
;

procedure
 
producer
()
 
{

    
while
 
(
true
)
 
{

        
item
 
=
 
produceItem
();

        
down
(
emptyCount
);

            
down
(
mutex
);

                
putItemIntoBuffer
(
item
);

            
up
(
mutex
);

        
up
(
fillCount
);

    
}

}

procedure
 
consumer
()
 
{

    
while
 
(
true
)
 
{

        
down
(
fillCount
);

            
down
(
mutex
);

                
item
 
=
 
removeItemFromBuffer
();

            
up
(
mutex
);

        
up
(
emptyCount
);

        
consumeItem
(
item
);

    
}

}

```

Note que el orden en que cada semáforo es incrementado y decrementado es esencial, no usar un orden apropiado puede llevar a un deadlock.

## Haciendo uso de monitores
El siguiente pseudocódigo muestra una solución al problema usando
monitores. Como la exclusión mutua está implícita en los monitores no es necesario un
esfuerzo extra para proteger la región crítica. En otras palabras, esta variante funciona con cualquier cantidad de productores y consumidores sin otra modificación. Es relevante el hecho de que el uso de monitores hace muchos menos probable la aparición de conflictos que cuando se usan semáforos.
```
monitor
 
ProducerConsumer
 
{

    
int
 
itemCount

    
condition
 
full
;

    
condition
 
empty
;

    
procedure
 
add
(
item
)
 
{

        
while
 
(
itemCount
 
==
 
BUFFER_SIZE
)
 
{

            
wait
(
full
);

        
}

        
putItemIntoBuffer
(
item
);

        
itemCount
 
=
 
itemCount
 
+
 
1
;

        
if
 
(
itemCount
 
==
 
1
)
 
{

            
notify
(
empty
);

        
}

    
}

    
procedure
 
remove
()
 
{

        
while
 
(
itemCount
 
==
 
0
)
 
{

            
wait
(
empty
);

        
}

        
item
 
=
 
removeItemFromBuffer
();

        
itemCount
 
=
 
itemCount
 
-
 
1
;

        
if
 
(
itemCount
 
==
 
BUFFER_SIZE
 
-
 
1
)
 
{

            
notify
(
full
);

        
}

        
return
 
item
;

    
}

}

procedure
 
producer
()
 
{

    
while
 
(
true
)
 
{

        
item
 
=
 
produceItem
()

        
ProducerConsumer
.
add
(
item
)

    
}

}

procedure
 
consumer
()
 
{

    
while
 
(
true
)
 
{

        
item
 
=
 
ProducerConsumer
.
remove
()

        
consumeItem
(
item
)

    
}

}

```

Nótese el uso de la sentencia while cuando se comprueba si el buffer está lleno o vacío. Con múltiples consumidores hay un race condition cuando un consumidor es notificado que un objeto ha sido puesto en el buffer pero otro consumidor que está esperando en el monitor lo extrae del buffer antes. Si en vez de una sentencia while se usa un if muchos objetos pueden ser agregados a un buffer lleno o removidos de un buffer vacío.

## Variantes del Problema
El problema del productor-consumidor puede variar en función de las restricciones o características específicas de los sistemas donde se aplica. Estas variantes suelen introducir nuevos desafíos de sincronización que requieren técnicas más avanzadas.

### Varios productores y varios consumidores
Esta variante introduce múltiples procesos productores y consumidores que acceden de manera concurrente al mismo buffer. El principal desafío aquí es garantizar que todos los procesos se coordinen adecuadamente sin generar condiciones de carrera ni bloqueos. Se deben aplicar mecanismos de sincronización más complejos, como semáforos adicionales o monitores, para gestionar el acceso concurrente. Por ejemplo, en un sistema de procesamiento de mensajes, varios productores (clientes) pueden enviar datos simultáneamente, mientras que varios consumidores (servidores) los procesan en paralelo. La coordinación eficiente es crucial para evitar colisiones o pérdidas de información.

### Tamaño finito del búfer
En muchos sistemas, el búfer tiene una capacidad limitada, lo que añade complejidad al manejo del acceso. Un búfer limitado requiere que el productor espere a que el consumidor libere espacio antes de añadir más datos. Este escenario es muy común en sistemas de hardware, donde los recursos de memoria son limitados, o en sistemas embebidos, donde el espacio de almacenamiento es crítico. La dificultad aumenta cuando el tamaño del búfer es pequeño en relación con la cantidad de datos producidos, lo que puede llevar a un cuello de botella si los consumidores no procesan los datos con la suficiente rapidez.

### Producto-consumidor con prioridad
En algunas aplicaciones, es necesario otorgar prioridad a ciertos productores o consumidores. Esto es típico en sistemas en los que ciertos datos tienen una mayor urgencia o importancia. En esta variante, los productores y consumidores de mayor prioridad pueden saltarse el orden de otros procesos de menor prioridad, lo que requiere mecanismos adicionales en los semáforos o estructuras de sincronización que gestionen las prioridades. Un ejemplo de esto podría ser un sistema de control de tráfico, donde ciertos datos de emergencia tienen prioridad sobre los datos normales de tráfico.
Estas variantes requieren una planificación cuidadosa del diseño del sistema, ya que una sincronización inadecuada puede causar problemas graves, como condiciones de carrera, bloqueos indefinidos o cuellos de botella, afectando la eficiencia y seguridad del sistema.